# Alexander William Kinglake

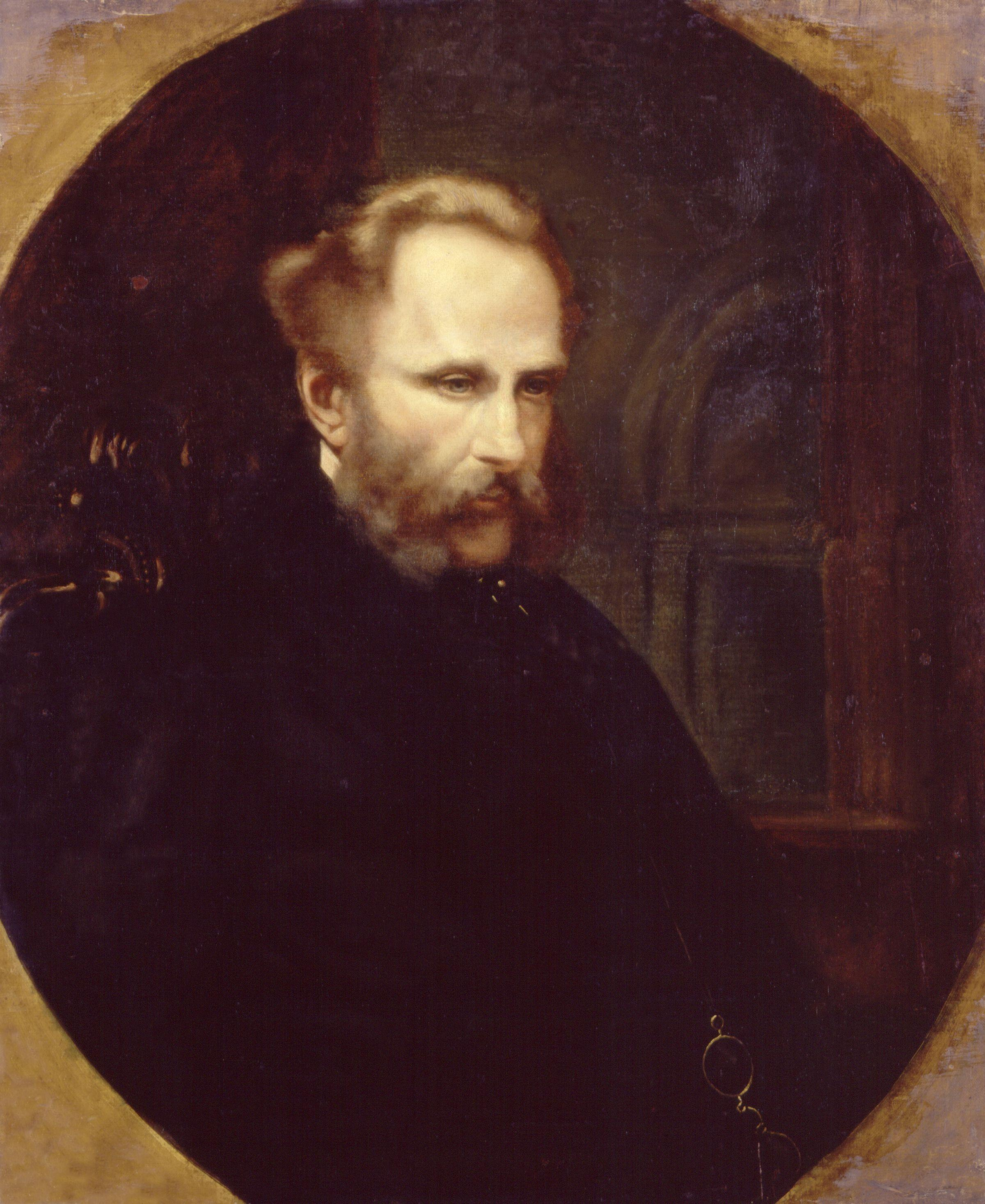
Alexander William Kinglake, Harriet M. Haviland, 1863

Alexander William Kinglake (* 5. August 1809 bei Taunton, Somerset; † 2. Januar 1891) war ein englischer Staatsmann und Historiker.
Kinglake wurde am Eton College ausgebildet und studierte an der Universität Cambridge. Er wurde 1837 Sachwalter zu London, hörte aber 1856 auf zu praktizieren. 1857–68 war er als Vertreter der Liberalen für Bridgwater im Parlament, in dem er sich durch seine Interpellationen und Anträge über auswärtige Angelegenheiten hervortat.
Sein erstes Werk Eothen or Traces of Travel Brought Home from the East (1844, neue Ausg. 1864), eine episodische Darstellung seiner Reisen in den Orient, erregte großes Aufsehen und zählt heute zu den Klassikern der englischen Orient-Reiseliteratur. Sein vielschichtiges, aber wertvolles Hauptwerk ist die Geschichte des Krimkriegs: The invasion of the Crimea (London 1863–75, 5 Bde.; 6. Aufl. 1883, 7 Bde.).